# Championnat du monde masculin de volley-ball 1962
Navigation
Brésil 1960 Tchécoslovaquie 1966
Le championnat du monde de volley-ball masculin 1962 s'est déroulé à Moscou ( Union soviétique) du 12 octobre au 26 octobre 1962.

## Compétition

### Tour préliminaire

#### Composition des groupes
| Poule A                                     | Poule B                                               | Poule C                                         | Poule D                            | Poule E                                         |
| ------------------------------------------- | ----------------------------------------------------- | ----------------------------------------------- | ---------------------------------- | ----------------------------------------------- |
| Site : Brésil Autriche Yougoslavie Finlande | Site : Hongrie Italie Roumanie Corée du Nord Belgique | Site : Pologne Albanie Japon Allemagne de l'Est | Site : Chine Tunisie URSS Pays-Bas | Site : Bulgarie Israël Tchécoslovaquie Mongolie |

#### Poule A
| # | Équipe      | Pts | J | G | P | Sp | Sc | Ratio | Pp | Pc | Ratio |
| - | ----------- | --- | - | - | - | -- | -- | ----- | -- | -- | ----- |
| 1 | Yougoslavie | 6   | 3 | 3 | 0 | 9  | 1  | 9     | 0  | 0  |       |
| 2 | Brésil      | 5   | 3 | 2 | 1 | 7  | 3  | 2.333 | 0  | 0  |       |
| 3 | Finlande    | 4   | 3 | 1 | 2 | 3  | 6  | 0.5   | 0  | 0  |       |
| 4 | Autriche    | 3   | 3 | 0 | 3 | 0  | 9  | 0     | 0  | 0  |       |

| Date  | Match                  | Résultat | Sets  | Sets | Sets  | Sets | Sets | Total Points |
| Date  | Match                  | Résultat | 1     | 2    | 3     | 4    | 5    | Total Points |
| ----- | ---------------------- | -------- | ----- | ---- | ----- | ---- | ---- | ------------ |
| 13.10 | Yougoslavie - Finlande | 3 - 0    | 15-6  | 15-0 | 15-11 | -    | -    | 45-17        |
| 13.10 | Brésil - Autriche      | 3 - 0    | -     | -    | -     | -    | -    | -            |
| 14.10 | Finlande - Autriche    | 3 - 0    | 16-14 | 15-8 | 15-9  | -    | -    | 46-31        |
| 14.10 | Yougoslavie - Brésil   | 3 - 1    | 15-10 | 15-9 | 12-15 | 15-9 | -    | 57-43        |
| 15.10 | Yougoslavie - Autriche | 3 - 0    | 15-3  | 15-6 | 15-2  | -    | -    | 45-11        |
| 15.10 | Brésil - Finlande      | 3 - 0    | 15-11 | 15-5 | 15-11 | -    | -    | 45-27        |

#### Poule B
| # | Équipe        | Pts | J | G | P | Sp | Sc | Ratio | Pp | Pc | Ratio |
| - | ------------- | --- | - | - | - | -- | -- | ----- | -- | -- | ----- |
| 1 | Roumanie      | 8   | 4 | 4 | 0 | 12 | 3  | 4     | 0  | 0  |       |
| 2 | Hongrie       | 7   | 4 | 3 | 1 | 11 | 6  | 1.833 | 0  | 0  |       |
| 3 | Corée du Nord | 6   | 4 | 2 | 2 | 8  | 6  | 1.333 | 0  | 0  |       |
| 4 | Italie        | 5   | 4 | 1 | 3 | 4  | 9  | 0.444 | 0  | 0  |       |
| 5 | Belgique      | 4   | 4 | 0 | 4 | 1  | 12 | 0.083 | 0  | 0  |       |

| Date  | Match                    | Résultat | Sets  | Sets  | Sets  | Sets  | Sets | Total Points |
| Date  | Match                    | Résultat | 1     | 2     | 3     | 4     | 5    | Total Points |
| ----- | ------------------------ | -------- | ----- | ----- | ----- | ----- | ---- | ------------ |
| 12.10 | Roumanie - Belgique      | 3 - 0    | 15-3  | 15-4  | 15-4  | -     | -    | 45-11        |
| 12.10 | Hongrie - Corée du Nord  | 3 - 1    | 15-3  | 11-15 | 15-8  | 15-10 | -    | 56-36        |
| 13.10 | Hongrie - Italie         | 3 - 1    | 15-11 | 15-4  | 14-16 | 15-6  | -    | 59-37        |
| 13.10 | Corée du Nord - Belgique | 3 - 0    | 15-2  | 15-1  | 15-8  | -     | -    | 45-11        |
| 14.10 | Italie - Belgique        | 3 - 0    | -     | -     | -     | -     | -    | -            |
| 14.10 | Roumanie - Corée du Nord | 3 - 1    | -     | -     | -     | -     | -    | -            |
| 15.10 | Hongrie - Belgique       | 3 - 1    | 11-15 | 15-5  | 15-7  | 15-1  | -    | 56-28        |
| 15.10 | Roumanie - Italie        | 3 - 0    | 15-10 | 15-8  | 15-0  | -     | -    | 45-18        |
| 16.10 | Corée du Nord - Italie   | 3 - 0    | 15-13 | 15-11 | 15-8  | -     | -    | 45-32        |
| 16.10 | Roumanie - Hongrie       | 3 - 2    | 12-15 | 8-15  | 16-14 | 15-4  | 15-6 | 66-54        |

#### Poule C
| # | Équipe             | Pts | J | G | P | Sp | Sc | Ratio | Pp | Pc | Ratio |
| - | ------------------ | --- | - | - | - | -- | -- | ----- | -- | -- | ----- |
| 1 | Japon              | 6   | 3 | 3 | 0 | 9  | 1  | 9     | 0  | 0  |       |
| 2 | Pologne            | 5   | 3 | 2 | 1 | 7  | 4  | 1.75  | 0  | 0  |       |
| 3 | Allemagne de l'Est | 4   | 3 | 1 | 2 | 4  | 6  | 0.667 | 0  | 0  |       |
| 4 | Albanie            | 3   | 3 | 0 | 3 | 0  | 9  | 0     | 0  | 0  |       |

| Date  | Match                        | Résultat | Sets  | Sets  | Sets  | Sets | Sets | Total Points |
| Date  | Match                        | Résultat | 1     | 2     | 3     | 4    | 5    | Total Points |
| ----- | ---------------------------- | -------- | ----- | ----- | ----- | ---- | ---- | ------------ |
| 13.10 | Japon - Albanie              | 3 - 0    | 15-4  | 15-5  | 15-10 | -    | -    | 45-19        |
| 13.10 | Pologne - Allemagne de l'Est | 3 - 1    | 20-18 | 11-15 | 19-17 | 15-4 | -    | 65-54        |
| 15.10 | Allemagne de l'Est - Albanie | 3 - 0    | 15-8  | 15-11 | 15-8  | -    | -    | 45-27        |
| 15.10 | Japon - Pologne              | 3 - 1    | -     | -     | -     | -    | -    | -            |
| 16.10 | Japon - Allemagne de l'Est   | 3 - 0    | -     | -     | -     | -    | -    | -            |
| 16.10 | Pologne - Albanie            | 3 - 0    | -     | -     | -     | -    | -    | -            |

#### Poule D
| # | Équipe   | Pts | J | G | P | Sp | Sc | Ratio | Pp | Pc | Ratio |
| - | -------- | --- | - | - | - | -- | -- | ----- | -- | -- | ----- |
| 1 | URSS     | 6   | 3 | 3 | 0 | 9  | 0  | MAX   | 0  | 0  |       |
| 2 | Chine    | 5   | 3 | 2 | 1 | 6  | 4  | 1.5   | 0  | 0  |       |
| 3 | Pays-Bas | 4   | 3 | 1 | 2 | 4  | 6  | 0.667 | 0  | 0  |       |
| 4 | Tunisie  | 3   | 3 | 0 | 3 | 0  | 9  | 0     | 0  | 0  |       |

| Date  | Match              | Résultat | Sets  | Sets  | Sets  | Sets  | Sets | Total Points |
| Date  | Match              | Résultat | 1     | 2     | 3     | 4     | 5    | Total Points |
| ----- | ------------------ | -------- | ----- | ----- | ----- | ----- | ---- | ------------ |
| 12.10 | URSS - Tunisie     | 3 - 0    | 15-11 | 15-1  | 15-2  | -     | -    | 45-15        |
| 13.10 | URSS - Pays-Bas    | 3 - 0    | 15-0  | 15-4  | 15-6  | -     | -    | 45-10        |
| 13.10 | Chine - Tunisie    | 3 - 0    | 15-7  | 15-5  | 15-4  | -     | -    | 45-16        |
| 14.10 | Chine - Pays-Bas   | 3 - 1    | 15-9  | 15-7  | 12-15 | 15-10 | -    | 57-41        |
| 15.10 | URSS - Chine       | 3 - 0    | 15-6  | 15-13 | 16-14 | -     | -    | 46-33        |
| 16.10 | Pays-Bas - Tunisie | 3 - 0    | 15-3  | 15-9  | 15-3  | -     | -    | 45-15        |

#### Poule E
| # | Équipe          | Pts | J | G | P | Sp | Sc | Ratio | Pp | Pc | Ratio |
| - | --------------- | --- | - | - | - | -- | -- | ----- | -- | -- | ----- |
| 1 | Tchécoslovaquie | 6   | 3 | 3 | 0 | 9  | 1  | 9     | 0  | 0  |       |
| 2 | Bulgarie        | 5   | 3 | 2 | 1 | 7  | 3  | 2.333 | 0  | 0  |       |
| 3 | Mongolie        | 4   | 3 | 1 | 2 | 3  | 7  | 0.429 | 0  | 0  |       |
| 4 | Israël          | 3   | 3 | 0 | 3 | 1  | 9  | 0.111 | 0  | 0  |       |

| Date  | Match                      | Résultat | Sets  | Sets  | Sets  | Sets  | Sets | Total Points |
| Date  | Match                      | Résultat | 1     | 2     | 3     | 4     | 5    | Total Points |
| ----- | -------------------------- | -------- | ----- | ----- | ----- | ----- | ---- | ------------ |
| 12.10 | Mongolie - Israël          | 3 - 1    | 16-14 | 15-13 | 13-15 | 15-8  | -    | 59-50        |
| 13.10 | Tchécoslovaquie - Bulgarie | 3 - 1    | 14-16 | 15-12 | 15-6  | 15-10 | -    | 59-44        |
| 14.10 | Tchécoslovaquie - Israël   | 3 - 0    | 15-4  | 15-3  | 15-7  | -     | -    | 45-14        |
| 15.10 | Bulgarie - Mongolie        | 3 - 0    | 15-4  | 15-3  | 15-5  | -     | -    | 45-12        |
| 16.10 | Tchécoslovaquie - Mongolie | 3 - 0    | 15-2  | 15-1  | 15-7  | -     | -    | 45-10        |
| 16.10 | Bulgarie - Israël          | 3 - 0    | 15-3  | 15-3  | 15-4  | -     | -    | 45-10        |

### Deuxième tour

#### Classement 11-21
| #  | Équipe             | Pts | J | G | P | Sp | Sc | Ratio | Pp | Pc | Ratio |
| -- | ------------------ | --- | - | - | - | -- | -- | ----- | -- | -- | ----- |
| 11 | Allemagne de l'Est | 18  | 9 | 9 | 0 | 24 | 3  | 8     | 0  | 0  |       |
| 12 | Pays-Bas           | 17  | 9 | 8 | 1 | 25 | 6  | 4.167 | 0  | 0  |       |
| 13 | Corée du Nord      | 16  | 9 | 7 | 2 | 20 | 10 | 2     | 0  | 0  |       |
| 14 | Italie             | 14  | 9 | 5 | 4 | 15 | 14 | 1.071 | 0  | 0  |       |
| 15 | Israël             | 14  | 9 | 5 | 4 | 19 | 15 | 1.267 | 0  | 0  |       |
| 16 | Albanie            | 13  | 9 | 4 | 5 | 16 | 16 | 1     | 0  | 0  |       |
| 17 | Mongolie           | 13  | 9 | 4 | 5 | 9  | 18 | 0.5   | 0  | 0  |       |
| 18 | Finlande           | 11  | 9 | 2 | 7 | 7  | 21 | 0.333 | 0  | 0  |       |
| 19 | Autriche           | 9   | 9 | 0 | 9 | 1  | 27 | 0.037 | 0  | 0  |       |
| 20 | Tunisie            | 5   | 9 | 1 | 8 | 3  | 24 | 0.125 | 0  | 0  |       |

| Date  | Match                              | Résultat | Sets  | Sets  | Sets  | Sets  | Sets | Total Points |
| Date  | Match                              | Résultat | 1     | 2     | 3     | 4     | 5    | Total Points |
| ----- | ---------------------------------- | -------- | ----- | ----- | ----- | ----- | ---- | ------------ |
| 18.10 | Italie - Finlande                  | 3 - 1    | 12-15 | 15-5  | 15-7  | 15-11 | -    | 57-38        |
| 18.10 | Corée du Nord - Mongolie           | 3 - 0    | 15-5  | 15-1  | 15-13 | -     | -    | 45-19        |
| 18.10 | Albanie - Tunisie                  | 3 - 0    | 15-3  | 15-11 | 15-8  | -     | -    | 45-22        |
| 18.10 | Pays-Bas - Autriche                | 3 - 0    | 15-0  | 15-9  | 15-3  | -     | -    | 45-12        |
| 18.10 | Allemagne de l'Est - Israël        | 3 - 0    | 15-3  | 15-5  | 15-8  | -     | -    | 45-16        |
| 19.10 | Tunisie - Autriche                 | 3 - 0    | 15-13 | 15-8  | 15-8  | -     | -    | 45-29        |
| 19.10 | Allemagne de l'Est - Corée du Nord | 3 - 1    | 16-14 | 11-15 | 15-13 | 15-13 | -    | 57-55        |
| 19.10 | Pays-Bas - Italie                  | 3 - 1    | 15-5  | 15-10 | 13-15 | 15-12 | -    | 58-42        |
| 19.10 | Mongolie - Finlande                | 3 - 1    | 15-12 | 9-15  | 15-8  | 15-11 | -    | 54-46        |
| 19.10 | Israël - Albanie                   | 3 - 2    | -     | -     | -     | -     | -    | -            |
| 20.10 | Allemagne de l'Est - Finlande      | 3 - 0    | 15-1  | 15-9  | 15-7  | -     | -    | 45-17        |
| 20.10 | Pays-Bas - Mongolie                | 3 - 1    | 15-5  | 10-15 | 15-2  | 15-13 | -    | 55-35        |
| 20.10 | Italie - Autriche                  | 3 - 0    | -     | -     | -     | -     | -    | -            |
| 20.10 | Corée du Nord - Albanie            | 3 - 1    | -     | -     | -     | -     | -    | -            |
| 20.10 | Israël - Tunisie                   | 3 - 0    | 15-0  | 15-0  | 15-0  | -     | -    | 45-0         |
| 21.10 | Corée du Nord - Israël             | 3 - 2    | -     | -     | -     | -     | -    | -            |
| 21.10 | Albanie - Finlande                 | 3 - 1    | 15-8  | 15-13 | 10-15 | 15-12 | -    | 55-48        |
| 21.10 | Allemagne de l'Est - Pays-Bas      | 3 - 1    | 15-10 | 11-15 | 16-14 | 15-5  | -    | 56-44        |
| 21.10 | Mongolie - Autriche                | 3 - 1    | -     | -     | -     | -     | -    | -            |
| 23.10 | Allemagne de l'Est - Autriche      | 3 - 0    | 15-3  | 15-0  | 15-0  | -     | -    | 45-3         |
| 23.10 | Israël - Finlande                  | 3 - 0    | 17-15 | 15-8  | 15-6  | -     | -    | 47-29        |
| 23.10 | Pays-Bas - Albanie                 | 3 - 0    | 15-12 | 15-5  | 17-15 | -     | -    | 47-32        |
| 23.10 | Italie - Mongolie                  | 3 - 0    | -     | -     | -     | -     | -    | -            |
| 24.10 | Albanie - Autriche                 | 3 - 0    | 15-4  | 15-5  | 15-2  | -     | -    | 45-11        |
| 24.10 | Corée du Nord - Finlande           | 3 - 1    | 15-5  | 15-6  | 9-15  | 15-3  | -    | 54-29        |
| 24.10 | Pays-Bas - Israël                  | 3 - 1    | 12-15 | 15-8  | 15-6  | 15-11 | -    | 57-40        |
| 24.10 | Allemagne de l'Est - Italie        | 3 - 1    | 15-11 | 13-15 | 15-6  | 15-8  | -    | 58-40        |
| 25.10 | Allemagne de l'Est - Mongolie      | 3 - 0    | -     | -     | -     | -     | -    | -            |
| 25.10 | Italie - Albanie                   | 3 - 1    | -     | -     | -     | -     | -    | -            |
| 25.10 | Israël - Autriche                  | 3 - 0    | -     | -     | -     | -     | -    | -            |
| 25.10 | Pays-Bas - Corée du Nord           | 3 - 1    | -     | -     | -     | -     | -    | -            |
| 26.10 | Albanie - Mongolie                 | 3 - 0    | -     | -     | -     | -     | -    | -            |
| 26.10 | Corée du Nord - Autriche           | 3 - 0    | -     | -     | -     | -     | -    | -            |
| 26.10 | Israël - Italie                    | 3 - 1    | -     | -     | -     | -     | -    | -            |
| 26.10 | Pays-Bas - Finlande                | 3 - 0    | 15-4  | 15-10 | 15-5  | -     | -    | 45-19        |

#### Classement 1-10
| #  | Équipe          | Pts | J | G | P | Sp | Sc | Ratio | Pp | Pc | Ratio |
| -- | --------------- | --- | - | - | - | -- | -- | ----- | -- | -- | ----- |
| 1  | URSS            | 18  | 9 | 9 | 0 | 27 | 6  | 4.5   | 0  | 0  |       |
| 2  | Tchécoslovaquie | 16  | 9 | 7 | 2 | 22 | 15 | 1.467 | 0  | 0  |       |
| 3  | Roumanie        | 15  | 9 | 6 | 3 | 23 | 16 | 1.438 | 0  | 0  |       |
| 4  | Bulgarie        | 15  | 9 | 6 | 3 | 21 | 19 | 1.105 | 0  | 0  |       |
| 5  | Japon           | 14  | 9 | 5 | 4 | 20 | 20 | 1     | 0  | 0  |       |
| 6  | Pologne         | 12  | 9 | 3 | 6 | 17 | 18 | 0.944 | 0  | 0  |       |
| 7  | Hongrie         | 12  | 9 | 3 | 6 | 18 | 21 | 0.857 | 0  | 0  |       |
| 8  | Yougoslavie     | 12  | 9 | 3 | 6 | 17 | 21 | 0.81  | 0  | 0  |       |
| 9  | Chine           | 12  | 9 | 3 | 6 | 14 | 24 | 0.583 | 0  | 0  |       |
| 10 | Brésil          | 9   | 9 | 0 | 9 | 8  | 27 | 0.296 | 0  | 0  |       |

| Date  | Match                         | Résultat | Sets  | Sets  | Sets  | Sets  | Sets  | Total Points |
| Date  | Match                         | Résultat | 1     | 2     | 3     | 4     | 5     | Total Points |
| ----- | ----------------------------- | -------- | ----- | ----- | ----- | ----- | ----- | ------------ |
| 18.10 | URSS - Japon                  | 3 - 2    | 10-15 | 15-3  | 15-10 | 14-16 | 15-1  | 69-45        |
| 18.10 | Tchécoslovaquie - Brésil      | 3 - 2    | 9-15  | 15-7  | 15-11 | 8-15  | 15-10 | 62-58        |
| 18.10 | Pologne - Yougoslavie         | 3 - 0    | 15-5  | 15-8  | 15-4  | -     | -     | 45-17        |
| 18.10 | Roumanie - Chine              | 3 - 2    | 9-15  | 15-17 | 15-8  | 15-3  | 15-4  | 57-47        |
| 18.10 | Bulgarie - Hongrie            | 3 - 2    | 15-7  | 5-15  | 15-11 | 5-15  | 15-12 | 55-60        |
| 19.10 | Japon - Yougoslavie           | 3 - 2    | 15-5  | 9-15  | 12-15 | 15-9  | 15-1  | 66-45        |
| 19.10 | Chine - Bulgarie              | 3 - 2    | 7-15  | 15-13 | 11-15 | 17-15 | 15-5  | 65-63        |
| 19.10 | Tchécoslovaquie - Pologne     | 3 - 2    | 14-16 | 12-15 | 15-9  | 15-7  | 16-14 | 72-61        |
| 19.10 | Hongrie - Brésil              | 3 - 1    | 5-15? | 15-6? | 15-4? | 15-13 | -     | 50-38        |
| 19.10 | URSS - Roumanie               | 3 - 1    | 15-17 | 15-8  | 15-6  | 15-11 | -     | 60-42        |
| 20.10 | Hongrie - Pologne             | 3 - 1    | 11-15 | 15-13 | 15-13 | 15-11 | -     | 56-52        |
| 20.10 | Chine - Brésil                | 3 - 2    | 15-9  | 15-9  | 13-15 | 12-15 | 15-9  | 70-57        |
| 20.10 | URSS - Yougoslavie            | 3 - 1    | 15-9  | 15-13 | 10-15 | 15-13 | -     | 55-50        |
| 20.10 | Bulgarie - Roumanie           | 3 - 2    | 11-15 | 19-17 | 13-15 | 15-12 | 16-14 | 74-73        |
| 20.10 | Tchécoslovaquie - Japon       | 3 - 0    | 18-16 | 15-12 | 17-15 | -     | -     | 50-43        |
| 21.10 | Japon - Hongrie               | 3 - 2    | 12-15 | 6-15  | 15-9  | 15-11 | 15-7  | 63-57        |
| 21.10 | Pologne - Chine               | 3 - 0    | 18-16 | 16-14 | 15-8  | -     | -     | 49-38        |
| 21.10 | Roumanie - Brésil             | 3 - 0    | 15-6  | 15-11 | 15-11 | -     | -     | 45-28        |
| 21.10 | URSS - Bulgarie               | 3 - 0    | 15-12 | 18-16 | 15-10 | -     | -     | 48-38        |
| 21.10 | Tchécoslovaquie - Yougoslavie | 3 - 1    | 15-3  | 15-1  | 5-15  | 15-9  | -     | 50-28        |
| 23.10 | Bulgarie - Brésil             | 3 - 1    | 15-11 | 15-9  | 7-15  | 15-8  | -     | 52-43        |
| 23.10 | Yougoslavie - Hongrie         | 3 - 1    | 15-9  | 14-16 | 15-12 | 15-13 | -     | 59-50        |
| 23.10 | Roumanie - Pologne            | 3 - 0    | 15-8  | 15-10 | 17-15 | -     | -     | 47-33        |
| 23.10 | Chine - Japon                 | 3 - 2    | 15-6  | 11-15 | 15-3  | 6-15  | 15-6  | 62-45        |
| 23.10 | URSS - Tchécoslovaquie        | 3 - 0    | 15-8  | 15-13 | 15-9  | -     | -     | 45-30        |
| 24.10 | Yougoslavie - Chine           | 3 - 1    | 15-10 | 11-15 | 16-14 | 15-10 | -     | 57-49        |
| 24.10 | Japon - Roumanie              | 3 - 2    | 15-11 | 4-15  | 12-15 | 15-3  | 15-7  | 61-51        |
| 24.10 | URSS - Brésil                 | 3 - 0    | 15-4  | 15-3  | 15-12 | -     | -     | 45-19        |
| 24.10 | Tchécoslovaquie - Hongrie     | 3 - 2    | 10-15 | 15-11 | 15-2  | 7-15  | 15-2  | 62-45        |
| 24.10 | Bulgarie - Pologne            | 3 - 2    | 15-9  | 13-15 | 16-18 | 15-11 | 15-10 | 74-63        |
| 25.10 | URSS - Hongrie                | 3 - 0    | 15-10 | 15-8  | 15-6  | -     | -     | 45-24        |
| 25.10 | Bulgarie - Japon              | 3 - 1    | 14-16 | 17-15 | 15-5  | 15-8  | -     | 61-44        |
| 25.10 | Pologne - Brésil              | 3 - 0    | 15-8  | 15-3  | 15-8  | -     | -     | 45-21        |
| 25.10 | Tchécoslovaquie - Chine       | 3 - 1    | 15-10 | 15-5  | 10-15 | 15-13 | -     | 55-43        |
| 25.10 | Roumanie - Yougoslavie        | 3 - 2    | 12-15 | 15-11 | 15-8  | 8-15  | 15-4  | 65-53        |
| 26.10 | Japon - Brésil                | 3 - 1    | 15-3  | 15-10 | 7-15  | 15-12 | -     | 52-40        |
| 26.10 | Bulgarie - Yougoslavie        | 3 - 2    | 15-11 | 16-14 | 13-15 | 14-16 | 15-12 | 73-68        |
| 26.10 | Hongrie - Chine               | 3 - 1    | 8-15  | 15-6  | 15-5  | 15-12 | -     | 53-38        |
| 26.10 | Roumanie - Tchécoslovaquie    | 3 - 1    | 10-15 | 15-11 | 15-13 | 15-12 | -     | 55-51        |
| 26.10 | URSS - Pologne                | 3 - 2    | 10-15 | 15-9  | 15-4  | 14-16 | 15-7  | 69-51        |

## Classement final
| Place              | Équipe             |
| ------------------ | ------------------ |
| Médaille d'or      | URSS               |
| Médaille d'argent  | Tchécoslovaquie    |
| Médaille de bronze | Roumanie           |
| 4                  | Bulgarie           |
| 5                  | Japon              |
| 6                  | Pologne            |
| 7                  | Hongrie            |
| 8                  | Yougoslavie        |
| 9                  | Chine              |
| 10                 | Brésil             |
| 11                 | Allemagne de l'Est |
| 12                 | Pays-Bas           |
| 13                 | Corée du Nord      |
| 14                 | Italie             |
| 15                 | Israël             |
| 16                 | Albanie            |
| 17                 | Mongolie           |
| 18                 | Finlande           |
| 19                 | Autriche           |
| retrait            | Belgique           |
| exclue             | Tunisie            |